# Streets of Rogue
StreetsOfRogue - це Roguelike гра. Розроблена Меттом Дабровскі та випущена tinyBuild на Windows, Linux, MacOS. Гру можна купити в Steam.

## Сюжет
Дія гри відбувається в місті під землею. Місто було ідеальним, поки ним не став керувати злісний мер, який виграв на виборах завдяки обіцянкам про безкоштовне пиво і зниження податків, а в підсумку він підвищив податки і конфіскував все пиво. Пиво і гроші були потрібні для створення власної армії. Проти нього збирається армія опору. Головний герой це новачок в опорі якого відправляють на завдання по типу: отримання тих чи інших предметів, знищення генераторів і вбивство одного або більше НПС. Після виконання всіх завдань на всіх рівнях головного героя попросять увійти в ліфт, де йому потрібно буде битися з тим самим мером.

## Ігровий процес
Мета гри перемогти мера. Для цього гравцю потрібно пройти через 4 різні рівні. У кожному рівні є по 3 поверхи. На кожному поверсі є декілька завдань які потрібно виповнити щоб перейти на наступний поверх. У кожного персонажа є свої унікальні завдання на кожному поверсі.

### Персонажі
З початку гри доступно  персонажів інші 18. Ще можна зробити свого унікального персонажа. У кожного персонажа є стартові предмети і свої здібності та характеристики.

## Критика

### Steam
У Steam гра оцінюється на 10 з 10. Усього більше 7.000 відгуків. Більшість з них позитивні. 

### NintendoLife
"Якщо ти хочеш стати перевертнем, вченим або барменом, то ця гра для тебе.” 8/10.

### PC Gamer
PC Gamer оцінює гру на 84 з 100.

### Twinfinite
На Twinfinite гру оцінили на 3.5 з 5.

### The Indie Game Website
На сайті The Indie Game Website гру було оцінено на 7 з 10.

### Metacritic
На сайті Metacritic люди оцінили гру на 7.9 з 10.